# زيد بن أسلم البلوي
زيد بن أسلم بن ثعلبة بن عدي البلوي صحابي من قبيلة بلي وهو حليف بني عمرو بن عوف من الأنصار شهد مع النبي محمد ﷺ غزوة بدر وغزوة أحد وهو ابن عم الصحابي ثابت بن أقرم. وذكره ابن حجر العسقلاني في الصحابة وقال ذكره موسى بن عقبة وابن إسحاق فيمن شهد بدراً.

## النسب
زيد بْن أسلم بْن ثعلبة بْن عدي ابن العجلان بْن حارثة بْن ضبيعة بْن حرام بْن جعل بْن عمرو بْن جشم بْن ودم بْن ذبيان بْن هميم بْن ذهل بْن هنيّ بْن بليّ بن عمرو بن الحاف بن قضاعة بن معد بن عدنان 